# Guardia Pilosa
Guardia Pilosa es una localidad española del municipio de Pujalt, perteneciente a la provincia de Barcelona, en la comunidad autónoma de Cataluña.

## Historia
Hacia mediados del siglo XIX, el lugar, por entonces con ayuntamiento propio, tenía contabilizada una población de 98 habitantes. La localidad aparece descrita en el noveno volumen del Diccionario geográfico-estadístico-histórico de España y sus posesiones de Ultramar de Pascual Madoz de la siguiente manera:

GUARDIA-PILOSA: l. con ayunt. en la prov., aud. terr. y c. g. de Barcelona (13 leeg.), part. jud. de Igualada (3), dióc. de Vich: sit. en terreno llano con buena ventilacion y clima saludable. Tiene una igl. parr. (San Jaime), servida por un cura de ingreso. El térm. confina con Astor, Dufort y Pujalt.; en él se encuentran algunas minas de carbon de piedra, que empiezan á esplotarse. El terreno es de mediana calidad; le cruzan varios caminos locales. prod.: trigo, legumbres, poco vino; cria el ganado suficiente á consumir los pastos del térm.; y caza de varias especies. pobl.: 18 vec., 98 alm. cap. prod.: 870,800 rs. imp.: 21,770.
(Madoz, 1847, p. 55)

El municipio de Guardia Pilosa desapareció hacia la década de 1850, al integrarse en el término municipal de Pujalt.

## Patrimonio
En la localidad hay una iglesia bajo la advocación de San Jaime.